# Плелен-Тригаву (кантон)
Плелен-Тригаву (фр. Pleslin-Trigavou) — кантон во Франции, находится в регионе Бретань, департамент Кот-д’Армор. Входит в состав округа Динан.

## История
Кантон образован в результате реформы 2015 года. В его состав вошли отдельные коммуны упраздненных кантонов Динан-Эст, Динан-Уэст и Плубале.
1 января 2017 года состав кантона изменился: коммуны Плесси-Балиссон, Плубале и Трегон образовали новую коммуну Боссе-сюр-Мер.

## Состав кантона с 1 января 2017 года
В состав кантона входят коммуны (население по данным Национального института статистики за 2019 г.):
- Боссе-сюр-Мер (3 757 чел.)
- Лангроле-сюр-Ранс (958 чел.)
- Лансьё (1 558 чел.)
- Ла-Виконте-сюр-Ранс (1 092 чел.)
- Плелен-Тригаву (3 775 чел.)
- Плуэр-сюр-Ранс (3 551 чел.)
- Сен-Самсон-сюр-Ранс (1 637 чел.)
- Таден (2 524 чел.)
- Тремерёк (711 чел.)

## Политика
На президентских выборах 2022 г. жители кантона отдали в 1-м туре Эмманюэлю Макрону 31,8 % голосов против 20,4 % у Марин Ле Пен и 20,1 % у Жана-Люка Меланшона; во 2-м туре в кантоне победил Макрон, получивший 64,1 % голосов. (2017 год. 1 тур: Эмманюэль Макрон – 27,3 %, Франсуа Фийон – 20,5 %, Жан-Люк Меланшон – 20,0 %, Марин Ле Пен – 15,9 %; 2 тур: Макрон – 72,7 %. 2012 год. 1 тур: Франсуа Олланд — 29,4 %, Николя Саркози — 23,3 %, Марин Ле Пен — 14,9 %; 2 тур: Олланд — 55,7 %).
С 2021 года кантон в Совете департамента Кот-д’Армор представляют вице-мэр коммуны Плуэр-сюр-Ранс Солан Меле (Solenn Meslay) и мэр коммуны Плелен-Тригаву Тьерри Орвеьон (Thierry Orveillon) (оба — Разные правые).
|                | Кандидаты                    | Партия                   | Первый тур | Первый тур     | Второй тур | Второй тур |
| Кол-во голосов | Кандидаты                    | Партия                   | % голосов  | Кол-во голосов | % голосов  |            |
| -------------- | ---------------------------- | ------------------------ | ---------- | -------------- | ---------- | ---------- |
|                | Солан Меле Тьерри Орвеьон    | Разные левые             | 2 897      | 48,86          | 3 341      | 53,92      |
|                | Франсуаза Бишон Эжен Каро    | Разные правые            | 2 111      | 35,60          | 2 855      | 46,08      |
|                | Жак-Антуан Аэнжан Анаис Тоте | Национальное объединение | 921        | 15,53          |            |            |

|                | Кандидаты                    | Партия                  | Первый тур | Первый тур     | Второй тур | Второй тур |
| Кол-во голосов | Кандидаты                    | Партия                  | % голосов  | Кол-во голосов | % голосов  |            |
| -------------- | ---------------------------- | ----------------------- | ---------- | -------------- | ---------- | ---------- |
|                | Франсуаза Бишон Эжен Каро    | Разные правые           | 2 665      | 35,03          | 3 912      | 53,95      |
|                | Раймон Арманж Элен Ко        | Социалистическая партия | 2 418      | 31,79          | 3 339      | 46,05      |
|                | Жак-Антуан Аэнжан Анаис Тоте | Национальный фронт      | 1 598      | 21,01          |            |            |
|                | Лизьян Ро Ален Юг            | Европа Экология Зелёные | 926        | 12,17          |            |            |